# Министерство внутренних дел РСФСР
Министерство внутренних дел Российской Советской Федеративной Социалистической Республики (Министерство внутренних дел РСФСР) — орган государственного управления РСФСР по борьбе с преступностью и поддержанию общественного порядка.

## История
13 марта 1948 года в связи с произошедшим преобразованием Совета народных комиссаров в Совет министров (март 1946 года) в Конституцию РСФСР 1937 года было внесено упоминание о Министерстве внутренних дел вместо упоминавшегося в конституции с самого начала НКВД республики. Однако, в большинстве источников датой создания министерство указано 22 февраля 1955 года, когда был издан соответствующий указ Президиума Верховного Совета РСФСР. При этом ещё 1 апреля 1953 года Президиумом ВС республики был издан указ об объединении республиканских МВД и МГБ в единое МВД РСФСР.
20 декабря 1962 года Министерство внутренних дел преобразовано в Министерство охраны общественного порядка (МООП) РСФСР, которое было упразднено в декабре 1966 года в связи с образованием Министерства охраны общественного порядка (МООП) СССР.
В 1955 году штатная численность центрального аппарата МВД РСФСР насчитывали 820 чел. (в наличии 646). В 1960 году в связи с упразднением МВД СССР увеличена до 1380 чел. 
Общая численность МВД РСФСР на 1958 год составляла около 130 300 чел. В течение 1958 — 1959 годов сокращена на 15 682 чел.
27 октября 1989 г. Министерство внутренних дел РСФСР было воссоздано.
19 декабря 1991 года был издан Указ Президента РСФСР «Об образовании Министерства безопасности и внутренних дел РСФСР», которым упразднялись Министерство внутренних дел РСФСР и Агентство федеральной безопасности РСФСР, однако вскоре этот указ был оспорен группой народных депутатов РСФСР в Конституционном суде и 14 января 1992 года признан несоответствующим Конституции РСФСР и утратившим силу. В период существования министерства безопасности и внутренних дел его руководящий аппарат так и не был сформирован, поэтому сотрудники МВД продолжали исполнять свои обязанности.
25 декабря 1991 года, согласно принятому Верховным Советом республики закону, РСФСР была переименована в Российскую Федерацию. 21 апреля 1992 года Съезд народных депутатов России утвердил переименование, внеся соответствующие поправки в Конституцию РСФСР, которые вступили в силу 16 мая 1992 года с момента опубликования. Соответственно Министерство внутренних дел РСФСР стало именоваться Министерством внутренних дел Российской Федерации.

## Руководство

### Министры
- Стаханов, Николай Павлович (22 февраля 1955 — 25 июля 1961 г.)
- Тикунов, Вадим Степанович (25 июля 1961 — 20 декабря 1962 г.; затем до 17 сентября 1966 г. как министр ООП)
- Трушин, Василий Петрович (27 октября 1989 — 15 июня 1990 г.; затем и. о. до июля или сентября 1990 г.)
- Баранников, Виктор Павлович (8 сентября 1990 — 13 сентября 1991 г.)
- Дунаев, Андрей Федорович (13 сентября 1991 — 15 января 1992 г.)
- Ерин, Виктор Федорович (c 15 января 1992 г.; с 16 мая 1992 г. — министр внутренних дел Российской Федерации)

### Первые заместители министра
- Петушков, Владимир Петрович (3 сентября 1957 — 20 декабря 1962 г.; затем до декабря 1966 г. как первый зам. министра ООП)
- Баранников Виктор Павлович (17 июля — сентябрь 1990 г.)
- Аникиев, Анатолий Васильевич (с 8 января 1990; с 26 октября 1990 одновременно начальник Службы общественной безопасности; с 16 мая 1992 г. — первый заместитель министра внутренних дел Российской Федерации — начальник Службы общественной безопасности)
- Ерин Виктор Федорович (23 февраля — 27 сентября 1991 г.); одновременно начальник Службы криминальной милиции
- Комиссаров, Вячеслав Сергеевич (с 28 сентября 1991 г., одновременно начальник Службы криминальной милиции; с 16 мая 1992 г. — первый заместитель министра внутренних дел Российской Федерации — начальник Службы криминальной милиции)
- Абрамов, Евгений Александрович (c 18 апреля 1992 г.; с 16 мая 1992 г. — первый заместитель министра внутренних дел Российской Федерации)
- Дунаев Андрей Федорович (c 18 апреля 1992 г.; с 16 мая 1992 г. — первый заместитель министра внутренних дел Российской Федерации)

### Заместители министра
- Усов, Михаил Алексеевич (25 марта 1955 — 13 апреля 1959)[14]
- Богданов, Николай Кузьмич (5 мая 1955 — 4 июля 1959)
- Куреев, Александр Васильевич (декабрь 1961 — 20 декабря 1962 г.; затем до ноября 1966 г. как зам. министра ООП)[14]
- Абрамов, Иван Николаевич (19 марта 1955 — 28 февраля 1959)
- Александров, Павел Георгиевич (15 августа 1959[14] — 3 июля 1961[15])
- Никитаев, Георгий Иванович (3 сентября 1959 — 19 сентября 1961)
- Ромашков, Пётр Иванович (сентябрь 1961 — 20 декабря 1962 г.; затем до ноября 1963 г. как зам. министра ООП)[14]
- Костенко, Анатолий Иванович (со 2 января 1990)
- Панкин, Вячеслав Кириллович (2 января — 26 октября 1990 г.)
- Семилетов, Федор Федорович[16] (2 января 1990 — 26 октября 1990)
- Устинов, Александр Федорович[16] (2 января 1990 — 18 июня 1991 г.)
- Журкин, Юрий Дмитриевич (8 января — 26 октября 1990)
- Куликов, Александр Николаевич (c 18 апреля 1992 г.; с 16 мая 1992 г. — заместитель министра внутренних дел Российской Федерации)
- Мищенков, Петр Григорьевич (c 18 апреля 1992 г.; с 16 мая 1992 г. — заместитель министра внутренних дел Российской Федерации)
- Турбин, Виталий Борисович (c 18 апреля 1992 г.; с 16 мая 1992 г. — заместитель министра внутренних дел Российской Федерации)
- Страшко, Владимир Петрович (c 18 апреля 1992 г.; с 16 мая 1992 г. — заместитель министра внутренних дел Российской Федерации)

Заместители министра по кадрам
- Куреев Александр Васильевич (март 1955 – декабрь 1961 г.)[14]
- Зверев, Анатолий Дмитриевич (февраль – 20 декабря 1962 г.; затем до 1966 г. как зам. министра ООП)[14]

Заместитель министра — начальник Главного управления внутренних войск, внутренней и конвойной охраны МВД
- Пильщук, Николай Иванович (сентябрь 1961 — 20 декабря 1962 г.; затем до сентября 1966 г. как зам. министра ООП — начальник Главного управления внутренних войск, внутренней и конвойной охраны МООП РСФСР)

Заместитель министра — начальник Службы криминальной милиции
- Ерин Виктор Федорович (26 октября 1990 — 23 февраля 1991 г.)

Заместитель министра — начальник Главного следственного управления
- Логвинов, Александр Матвеевич (2 января — 26 октября 1990)

Заместитель министра — начальник Службы расследования преступлений
- Абрамов Евгений Александрович (26 октября 1990 — декабрь 1991 г.)

Заместители министра — начальники Службы по исправительным делам и социальной реабилитации
- Фролов, Василий Алексеевич (18 июня — 28 сентября 1991)
- Мищенков Петр Григорьевич (28 сентября — декабрь 1991 г.[16])

Заместители министра — начальники Службы по работе с личным составом
- Дунаев Андрей Федорович (26 октября 1990 — 13 сентября 1991 г.)
- Фролов Василий Алексеевич (28 сентября — декабрь 1991 г.[16])

Заместитель министра — начальник Службы финансового, материально-технического обеспечения и капитального строительства
- Костенко, Анатолий Иванович (с 4 февраля 1991 г.; с 16 мая 1992 г. — заместитель министра внутренних дел Российской Федерации — начальник Службы финансового, материально-технического обеспечения и капитального строительства)